# Llop d'Alaska
El llop d'Alaska (Canis lupus pambasileus) és una subespècie de llop, el qual fou classificat com a tal l'any 1905 pel zoòleg Daniel Giraud Elliot.

## Descripció
- Acostuma a ser d'un color més fosc, gairebé sempre de color negre o negre barrejat amb qualsevol tonalitat de marró, gris o blanc.
- És la subespècie més grossa de Nord-amèrica (i, possiblement també, del món) amb 5–7 peus de llargària des del musell fins a la cua.[1]

## Alimentació
Menja caribús, ants, muflons de Dall, llebres i marmotes.

## Distribució geogràfica
Es troba per tot l'interior d'Alaska i del Yukon, llevat de la costa àrtica.